# Verstärkeramt
Die veraltete Bezeichnung Verstärkeramt (auch: „Hauptverstärkeramt“) steht für kabelgebundene Relaisstationen, welche elektrische Kommunikationssignale verstärken. Der Begriff stammt aus der Zeit, als insbesondere der Betrieb des öffentlichen Telefonnetzes unter staatliche Verwaltung fiel.
Mit Verstärkern (in der Anfangszeit mit Röhrenverstärkern) werden die Pegel von TF-, Telefon-, Radio- und Fernsehsignalen angehoben, um die Kabelverluste auf langen Leitungen auszugleichen sowie vorhandene Richtfunkstrecken anzubinden.
Einige Verstärkerämter waren zusätzlich in der Lage, bei Bedarf einzelne Kanäle oder Kanalgruppen auf andere Leitungen umzuschalten oder Kanalgruppen neu zusammenzufassen.
Durch den Einsatz von Glasfaserkabeln für Fernleitungen sind optische Verstärker im Einsatz.

## Verstärkeramt Rheda-Wiedenbrück

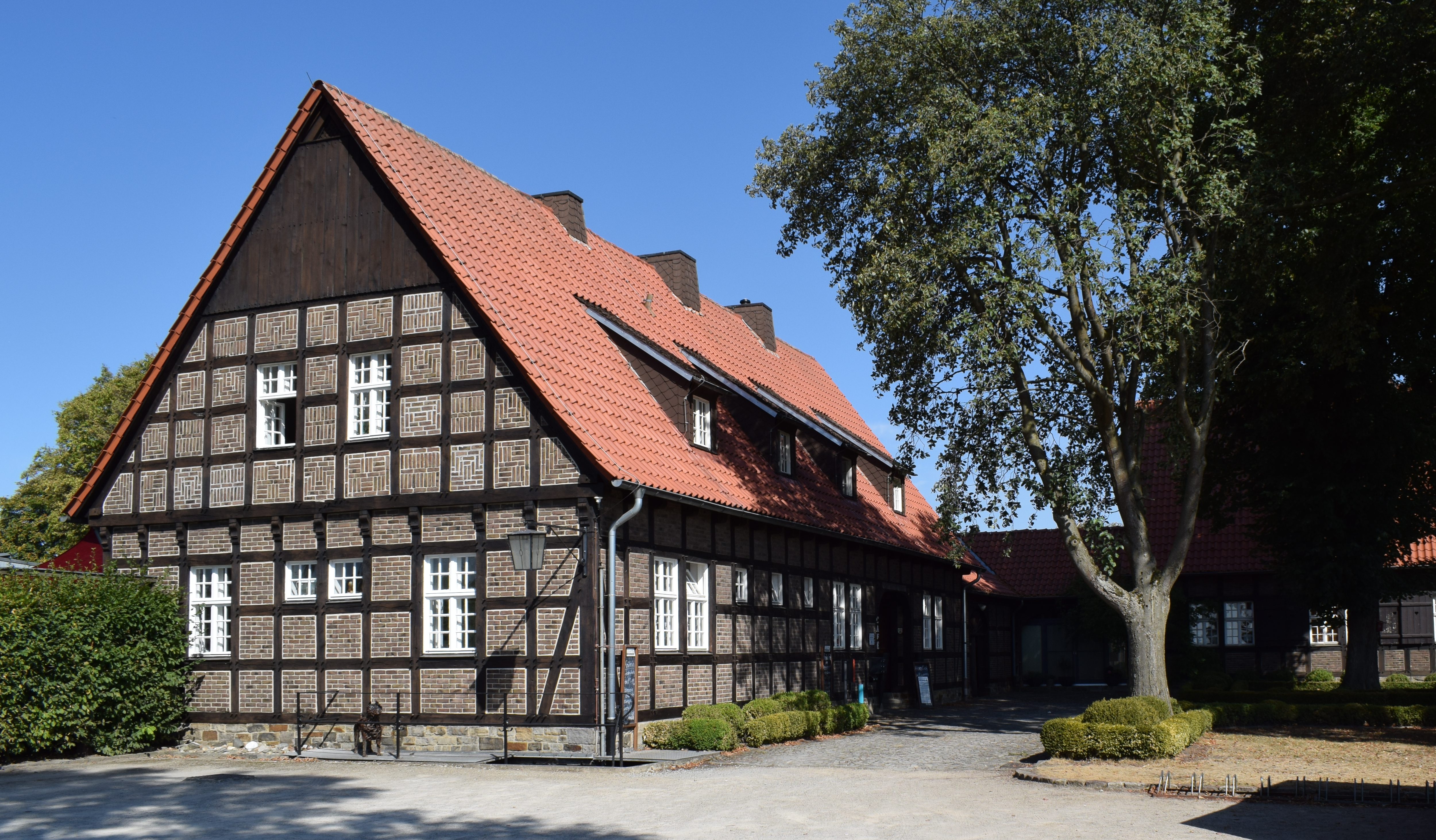
Verstärkeramt in Wiedenbrück. Das Fachwerkhaus diente als Tarnung der unterirdischen Bunkeranlage.

Im Verstärkeramt Rheda-Wiedenbrück, das heute zu einem kleinen Teil als Museum dient, kamen seit 1938 Röhrenverstärker mit Batteriebetrieb zum Einsatz. Die Betriebsdaten waren 220 Volt Anodenspannung, 180 Volt Schirmgitterspannung, 12,5 Volt Heizspannung im Nachladebetrieb und 40 Volt negative Gittervorspannung im Entladebetrieb (zur Vermeidung von Brummspannung) und Aufladung der zweiten Gittervorspannungsbatterie in Bereitschaft zur Umschaltung, wenn die erste Batterie sich dem Entladungspunkt näherte. Ein Notstromaggregat diente zur Stromausfallüberbrückung. Der Betrieb wurde 1995 eingestellt.

## Verstärkeramt Frankfurt am Main
In dem an zentraler Stelle auf der Zeil in Frankfurt am Main betriebenen Fernmeldeamt wurden in den 1950er Jahren ein Trägerfrequenz- und ein Niederfrequenzverstärkeramt aufgebaut. Die benötigten Batterien waren damals die größten der Deutschen Bundespost. Die Kapazität für die Anodenspannung betrug ca. 11.000 Ah, die für die negativen 60 V Gittervorspannung ca. 16.000 Ah. Ihr Gesamtgewicht betrug etwa 500 Tonnen. Zum Befüllen waren über 120 Tonnen Batteriesäure nötig.

## Unbemannte Verstärkerämter und Verstärkertonnen
Der Ausgleich der Leitungsdämpfung wurden bei TF-Fernkabeln auch von unbemannten Zwischenverstärkerämtern oder von Verstärkertonnen übernommen.
Die Überwachung und einfache zuvor festgelegte Schaltvorgänge in den unbemannten Verstärkerämtern konnten mittels Fernwirkeinrichtungen auch von weit entfernten bemannten Verstärkerämtern ferngesteuert und automatisiert durchgeführt werden.